# Dicranoptycha stygipes
Dicranoptycha stygipes là một loài ruồi trong họ Limoniidae. Chúng phân bố ở miền Cổ bắc.